# 830 до н. е.

## Події
8 лютого і 30 грудня 830 року до н. е. відбулися часткові сонячні затемнення.
5 серпня 830 року до н. е. відбулося повне сонячне затемнення.